# 方代耶
方代耶（法語：Fendeille，法語發音：[fɑ̃dɛj] ⓘ）是法国奥德省的一个市镇，属于卡尔卡松区。

## 地理
方代耶（43°16'11"N, 1°56'38"E）面积7.17 平方千米，位于法国奧克西塔尼大區奥德省，该省份为法国南部沿海省份，北起塔恩省，西北接上加龙省，西接阿列日省，南至东比利牛斯省，东临地中海，东北与埃罗省接壤。
与方代耶接壤的市镇（或旧市镇、城区）包括：卡斯泰尔诺达里、丰泰尔迪拉泽、米尔瓦勒洛拉盖、孔塔勒新城。

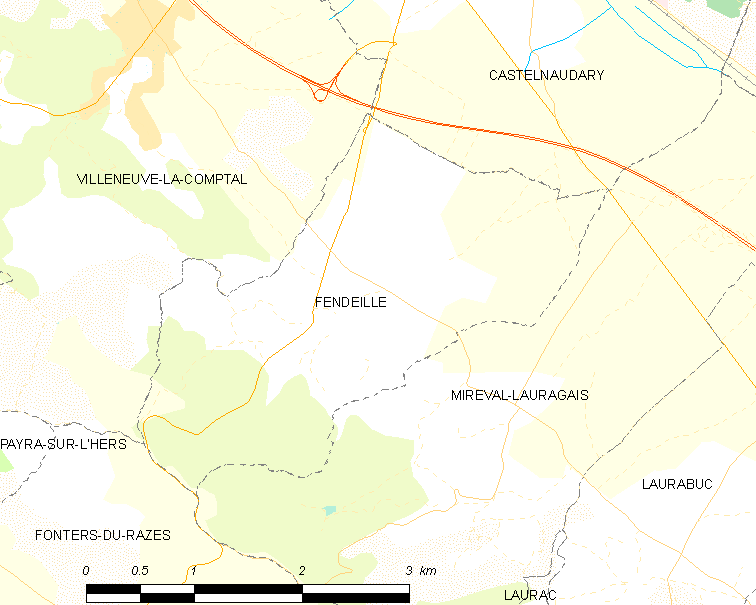
方代耶的OSM定位图

方代耶的时区为UTC+01:00、UTC+02:00（夏令时）。

## 行政
方代耶的邮政编码为11400，INSEE市镇编码为11138。

## 政治
方代耶所属的省级选区为绍里安盆地县。

## 人口

1962-2008年间方代耶人口变化图示

方代耶于2022年1月1日时的人口数量为613人。